# Метельник (растение)
Метельник ситниковый, или Метельник прутьевидный, Испанский дрок (лат.  Spartium junceum) — прямостоящий, прутьевидный многолетний кустарник, представитель монотипного рода Метельник (лат.  Spartium) семейства Бобовые (Fabaceae), родом из Средиземноморья. Всё растение сильно ядовито, особенно семена; воздействию подвергается в первую очередь центральная нервная система.

## Ботаническое описание

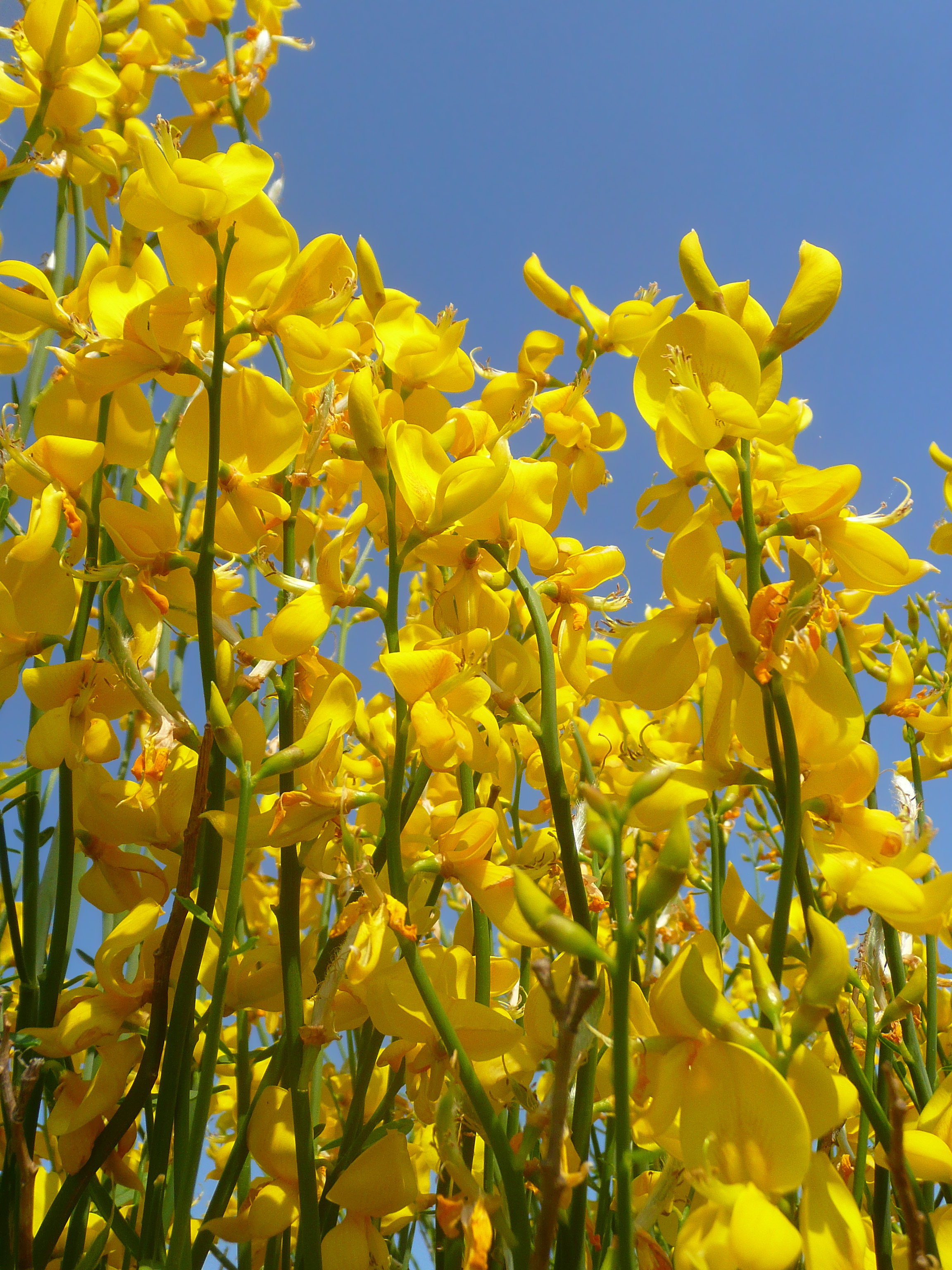
Соцветия метельника макро

Растение высотой до 2—3 (5) м с тонкими зелёными безлистными или почти безлистными побегами, буреющими на третий год. Корневая система развитая с глубоко идущим стержневым корнем.
Листья обратноланцетные или линейные длиной 1—2,5 см, голубовато-зелёные, редковолосистые или почти голые, жёсткие, сидячие или короткочерешковые. Цветки ярко-жёлтые, душистые длиной около 2,5 см, собраны в соцветия на побегах текущего года, в верхушечную кисть. Цветёт в мае-июне, иногда вторично в октябре. Плод — боб линейный, пушистый длиной 5—10 см, многосемянный. Семена коричневатые, блестящие.

## Экология
Быстрорастущий кустарник, очень светолюбив и засухоустойчив. Обмерзает при минус 14—15°С, но быстро образует новые побеги. Хорошо растёт на сухих, крутых, сильно нагреваемых склонах. В цветение вступает рано с 3—4 лет, хороший медонос. Душистые цветки используются для получения эфирного масла. Размножается семенами и черенками. Хорошо растёт у берега моря, не страдает от морских брызг. Широко распространён на Черноморском побережье Кавказа и Крыма.

## Значение и применение
Осенью и зимой молодые ветви поедаются овцами и козами. Крупным рогатым скотом и лошадьми поедается хуже. Семена поедаются домашней птицей. Молодые побеги съеденные весной могут вызывать у животных заболевание мочевых путей и пищеварительного канала.
В листьях и стеблях содержатся красящие вещества дающие с железом желтую и оливковую краску. В цветках содержится ядовитый алкалоид спартеин.
Цветы, стебли и семена в небольшом количестве оказывают мочегонный эффект, в больших дозах — вызывают рвоту и оказывают слабительный эффект.
Древесина белая с желтовато-коричневым ядром. Из ветвей плели корзины, из луба изготавливали верёвки, сети, ковры, набивали им матрацы и подвязывали виноградную лозу.
Весьма декоративный кустарник, особенно в период обильного и длительного цветения золотисто-жёлтыми цветками. Пригоден для декорирования сухих склонов, живых изгородей и т. п.
Даёт прочное лёгкое волокно, устойчивое против сырости, хорошо красящееся и годное для изготовления канатов, шпагата и мешков.

## Синонимы
- Genista hispanica Garsault, Fig. Pl. Med. 2: t. 286. 1764, nom. inval., opus utique oppressum.
- Genista hispanica Thell., Bull. Herb. Boiss., ser. 2., 8: 790. 1908.